# Gerhard Franz Langenberg

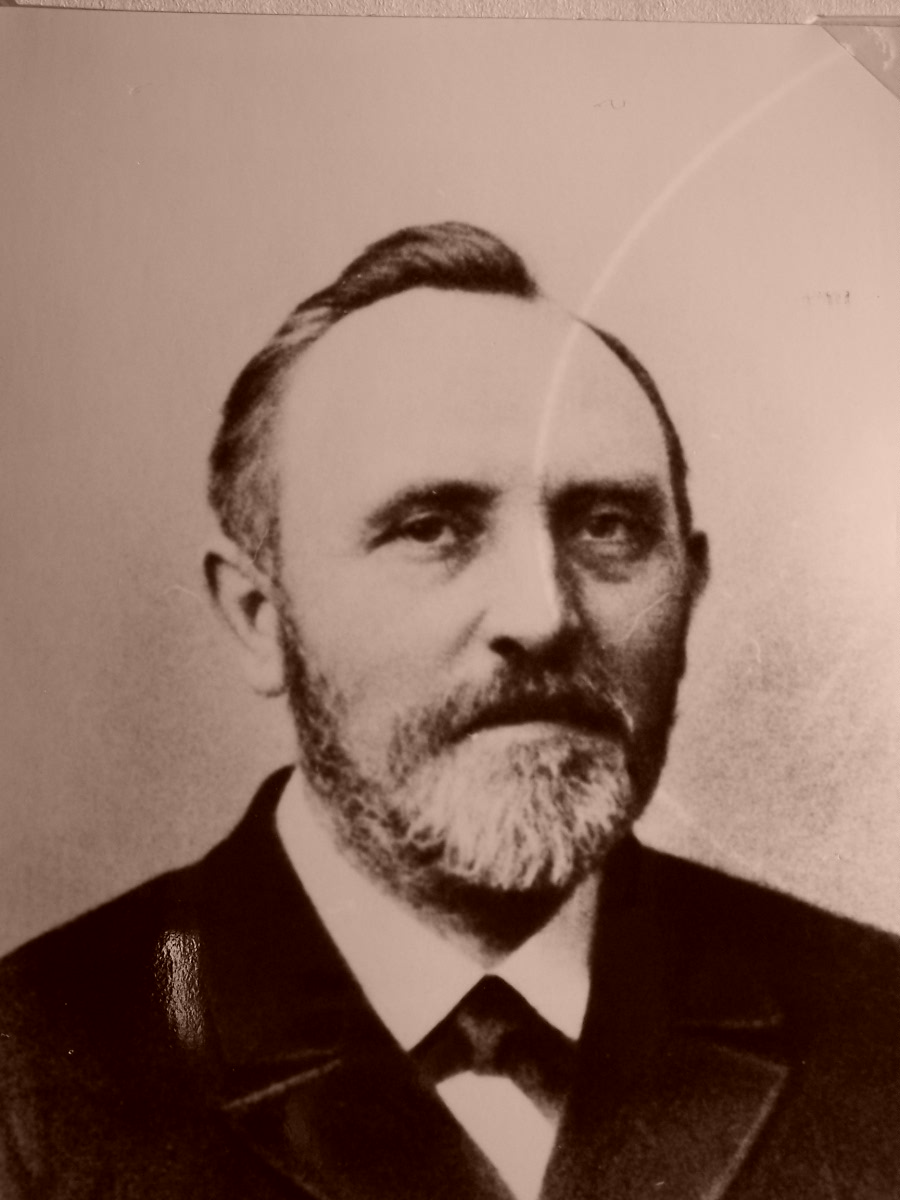
Gerhard Franz Langenberg

Gerhard Franz Langenberg (* 29. November 1842 in Xanten; † 21. Februar 1895 in Bonn) war ein deutscher Baumeister.

## Leben
Gerhard Franz Langenberg wurde als Sohn der Eheleute Peter Theodor Langenberg (1817–1890) und Christine Wilhelmine (Mina) Commeßmann (1817–1890) geboren. Seine Ausbildung erhielt er u. a. bei Heinrich Wiethase. 1874 heiratete er Sybille Storm (1852–1893), mit der er sechs Kinder hatte. Ihr erstes Kind Sybille heiratete den Kirchenbaumeister Johann Adam Rüppel, der nach dem plötzlichen Tod Gerhard Franz Langenbergs dessen Architekturbüro übernahm und dessen Bauprojekte im Rheinland abschloss. Die jüngste Tochter Anna Maria „Jenny“ heiratete den Weseler Zeitungsverleger Peter Jakob Ingendaay; aus dieser Ehe entstammt der spätere Architekt Werner Ingendaay.
Die Söhne Julius, Theodor und Franz Gottfried Langenberg wirkten seit 1904 als Architekten in Kassel.

## Werke

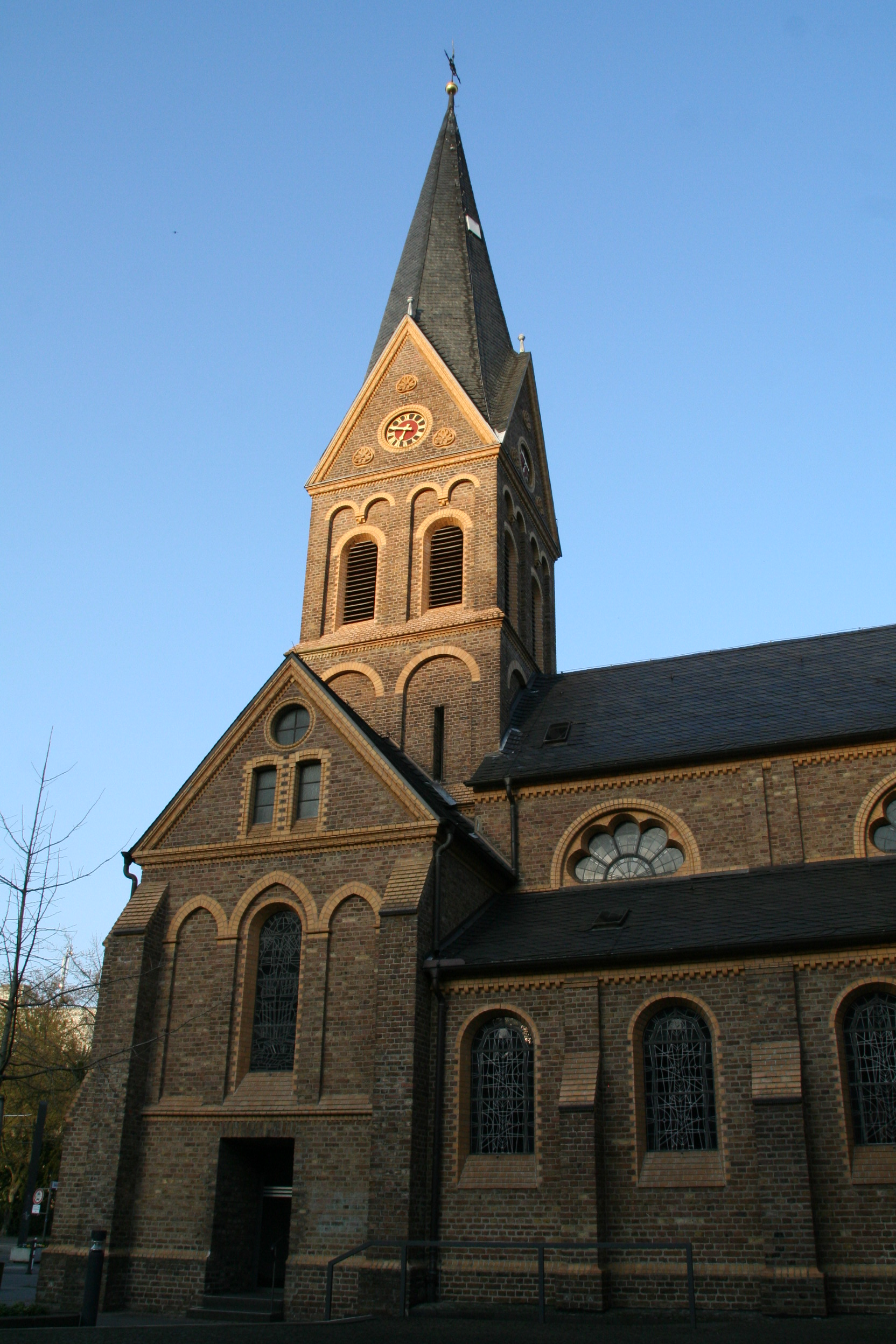
St. Quirinus in Bonn-Dottendorf

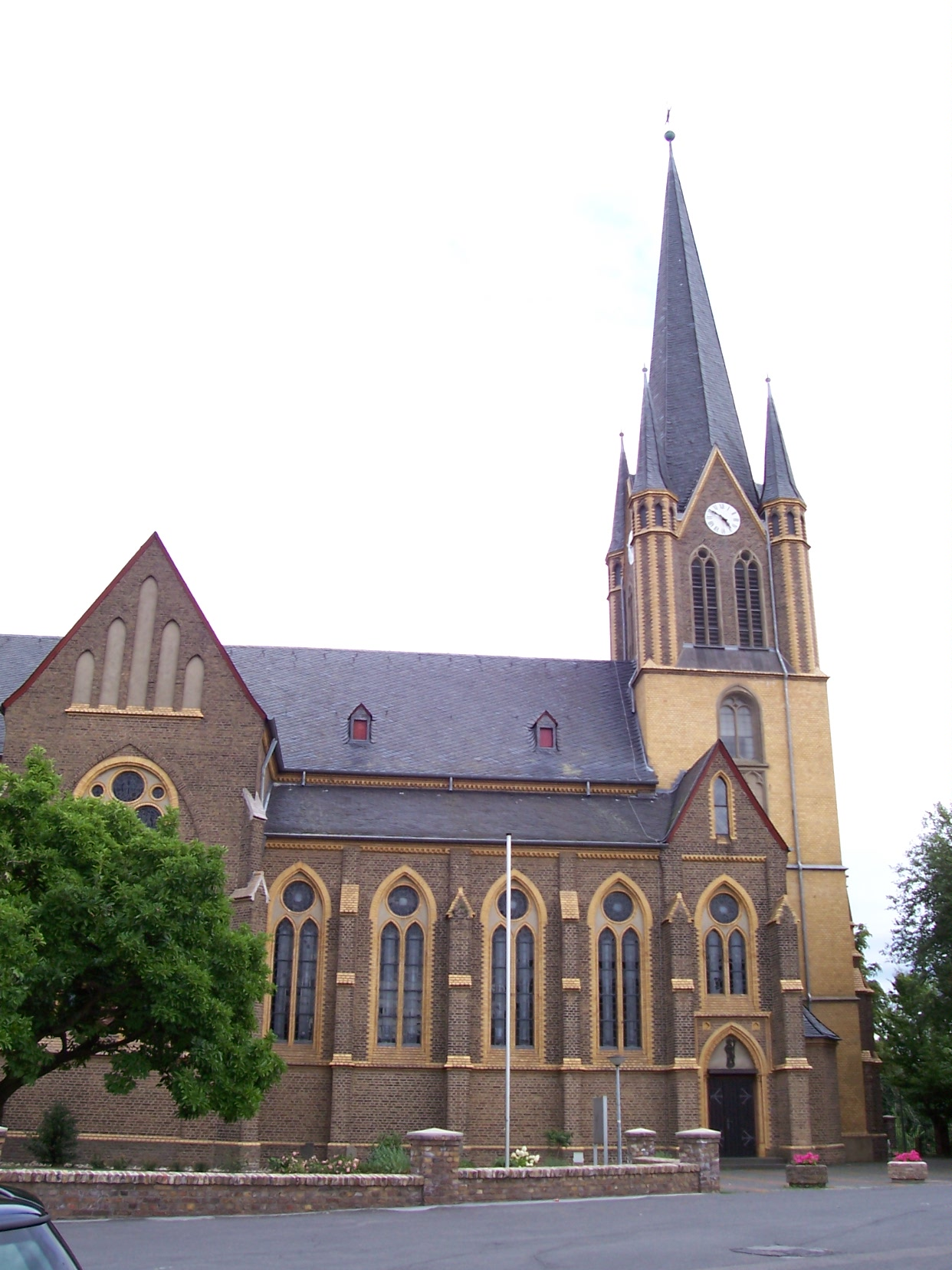
St. Evergislus Bornheim-Brenig (Rheinland) (2009)

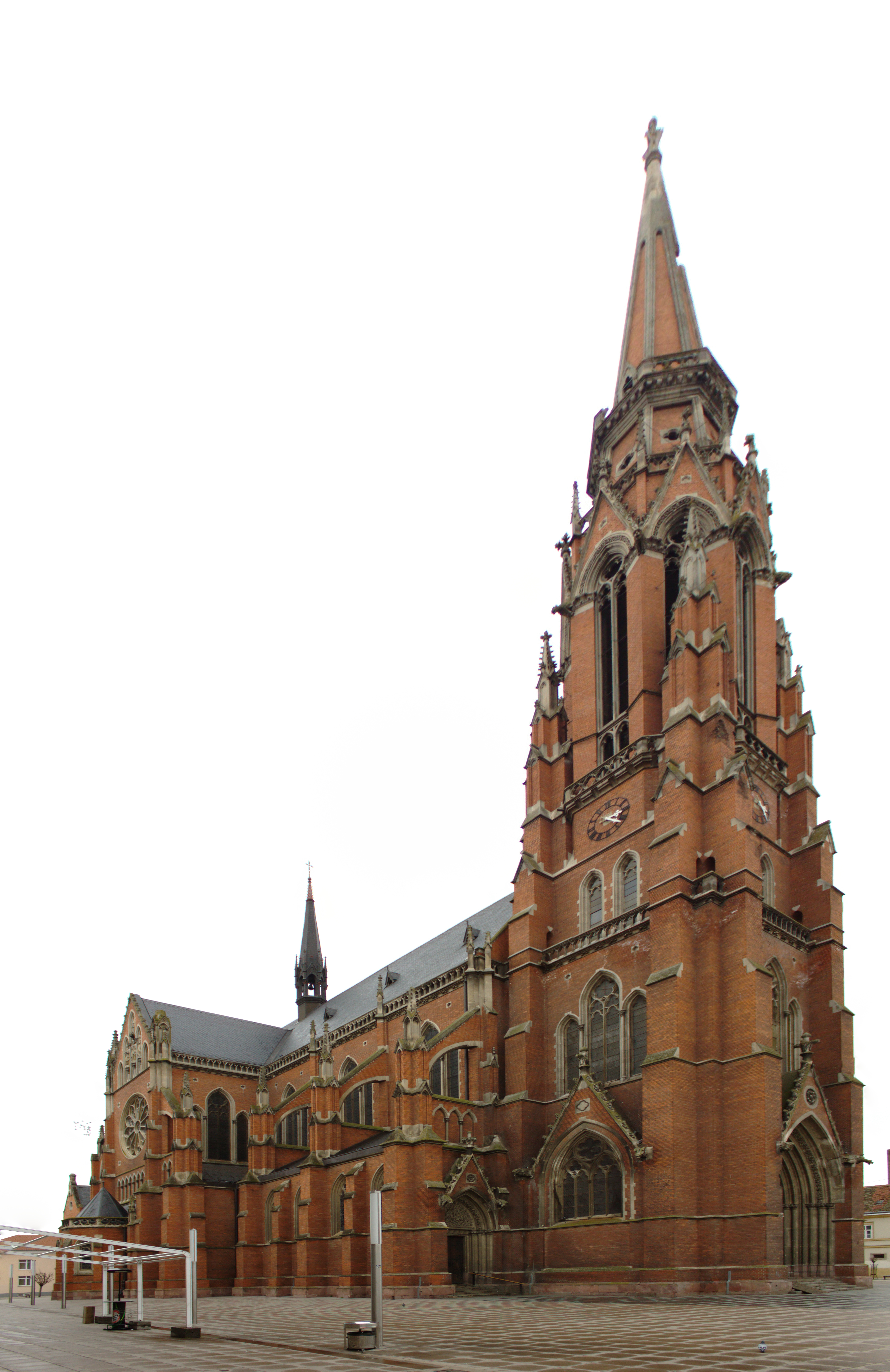
Dom St. Peter und Paul in Osijek (Kroatien)

Zunächst war Gerhard Franz Langenberg überwiegend als Bauleiter tätig, z. B. von 1882 bis 1884 beim Schloss Drachenburg im Siebengebirge. Später baute er überwiegend katholische Kirchen im neugotischen und neuromanischen Stil. Für zahlreiche Kirchen entwarf Gerhard Franz Langenberg auch die Innenausstattung, wie etwa den Hochaltar.

### Sakralbauten

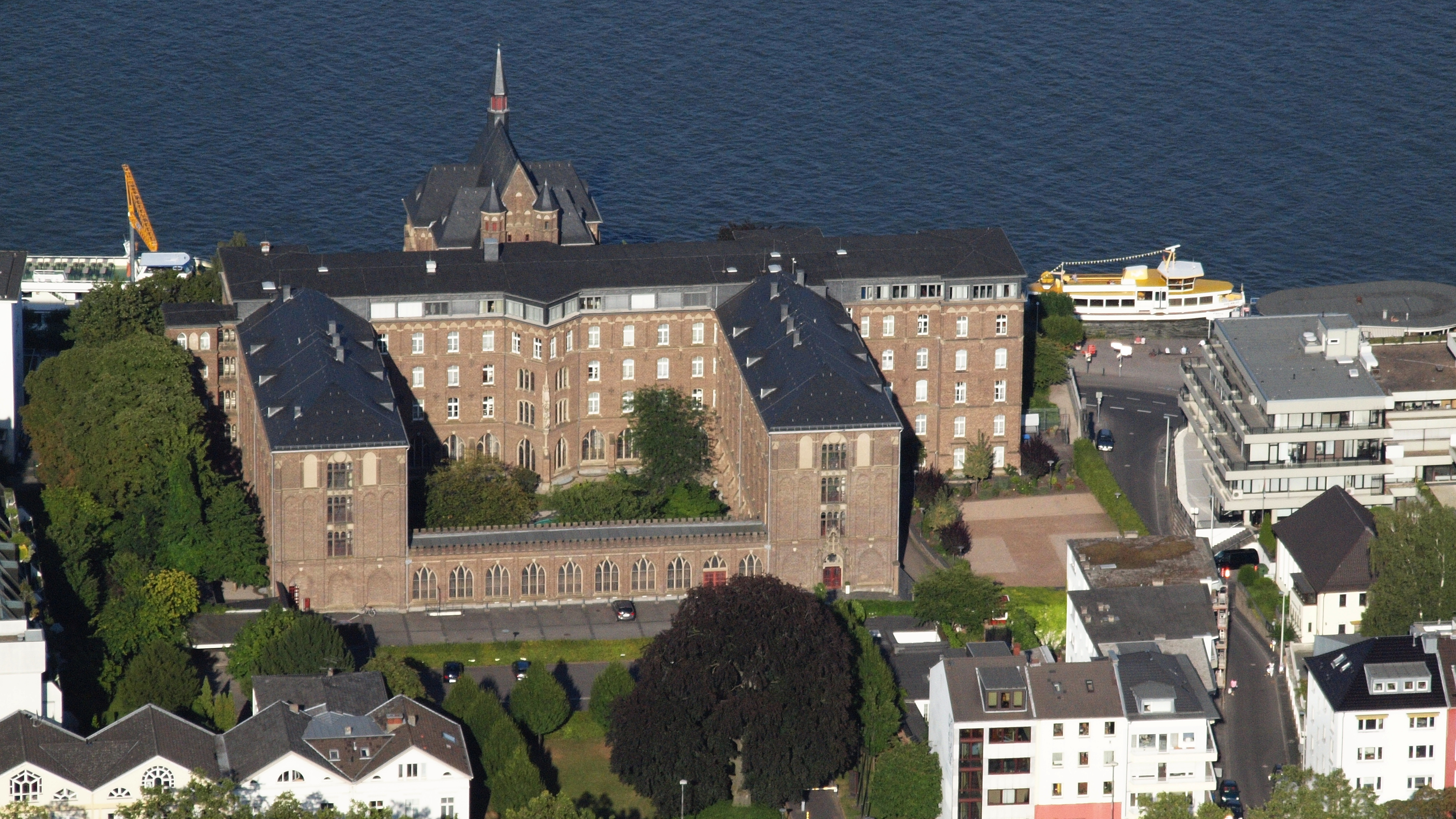
Bonn - Collegium Albertinum

- 1883–1885: Pfarrkirche St. Michael in Duisburg-Meiderich
- 1888–1890: Pfarrkirche St. Sebastian in Bonn-Poppelsdorf
- 1888–1890: Pfarrkirche St. Quirinus in Bonn-Dottendorf
- 1890–1892: Collegium Albertinum in Bonn
- 1892: Pfarrkirche St. Anna in Hellenthal, Eifel
- 1892–1894: Pfarrkirche St. Matthäus in Brühl-Vochem
- 1893–1894: Pfarrkirche St. Matthäus, Niederkassel
- 1893–1894: Pfarrkirche St. Hubertus in Schaephuysen
- 1893–1894: Kirche St. Josef in Aachen
- 1893–1895: Pfarrkirche Unbefleckte Empfängnis Mariens in Fröndenberg
- 1894–1896: Pfarrkirche St. Evergislus in Brenig, nach dem Tode Langenbergs von dem Architekten Hermann Ritzefeld aus Beuel vollendet
- 1894–1897: Pfarrkirche Mariä Geburt in Köln-Zündorf
- 1894–1898: Pfarrkirche St. Quirinus in Langenfeld (Eifel)
- 1894–1900: Dom St. Peter und Paul in Osijek, Kroatien (Bauplanung, Bauausführung Josef Schmalzhofer aus Wien, Vollendung des Baus durch Richard Jordan aus Wien nach dem Tode Gerhard Franz Langenbergs)
- 1895–1896: Pfarrkirche St. Bartholomäus in Meggen, Lennestadt

### Profanbauten
- 1884–1885: Hirschburg im Siebengebirge bei Königswinter
- 1886: Wohn- und Fabrikgebäude Johannes Klais Orgelbau in Bonn
- 1886–1887: Erweiterung Wintermühlenhof im Siebengebirge (damaliger Eigentümer Ferdinand Mülhens (4711))